# 唐晋发
唐晋发（1937年—），男，江苏无锡人，中国光学仪器专家，曾任浙江大学教授、博士生导师，中国光学学会副理事长。